# Pomodorotechniek
De Pomodorotechniek is een methode voor tijdmanagement, ontwikkeld aan het eind van de jaren tachtig door Francesco Cirillo. De techniek is sterk gerelateerd aan timeboxing.
Bij deze techniek wordt een kookwekker of een andere soort timer gebruikt, waarmee steeds periodes van 25 minuten geconcentreerd werken aan een taak worden afgebakend. Deze 25 minuten worden vervolgens opgevolgd door drie minuten pauze, waarna weer een nieuwe periode van 25 minuten kan worden gestart. Na de vierde keer mag een langere pauze genomen worden.
De techniek bestaat uit vijf stappen:
1. Besluit welke taak je gaat doen
2. Stel de kookwekker in op 25 minuten
3. Werk aan de gekozen taak tot de wekker gaat
4. Neem een korte pauze
5. Elke vierde "pomodoro" neem je een langere pauze (tussen de 15 en 30 minuten)

## Naamgeving
Francesco Cirillo, de bedenker van deze techniek, gebruikte, naar eigen zeggen, een kookwekker in de vorm van een tomaat. 'Pomodoro' is het Italiaanse woord voor tomaat.